# Ronald Lee
Ronald Lee (ur. 1934 w Montrealu, zm. 26 stycznia 2020) – kanadyjsko-romski pisarz, lingwista i romski aktywista.

## Życiorys
Urodził się w 1934 roku w Montrealu. Jego ojciec przybył do Kanady z Europy; był kełderaszem. W latach 50. XX wieku brał udział w różnego rodzaju kursach dziennikarstwa i pisarstwa. Lee wielokrotnie wykładał na uniwersytetach w Kanadzie i Stanach Zjednoczonych (w latach 2003-2008 prowadził wykłady na temat diaspory romskiej na Uniwersytecie w Toronto); jest także autorem wielu artykułów prasowych na temat sytuacji Romów na świecie (z naciskiem na sytuację Romów w Kanadzie) oraz publikacji naukowych. Lee napisał także cztery książki. Zmarł 26 stycznia 2020 roku.